# Expedición Malaspina (2010-2011)

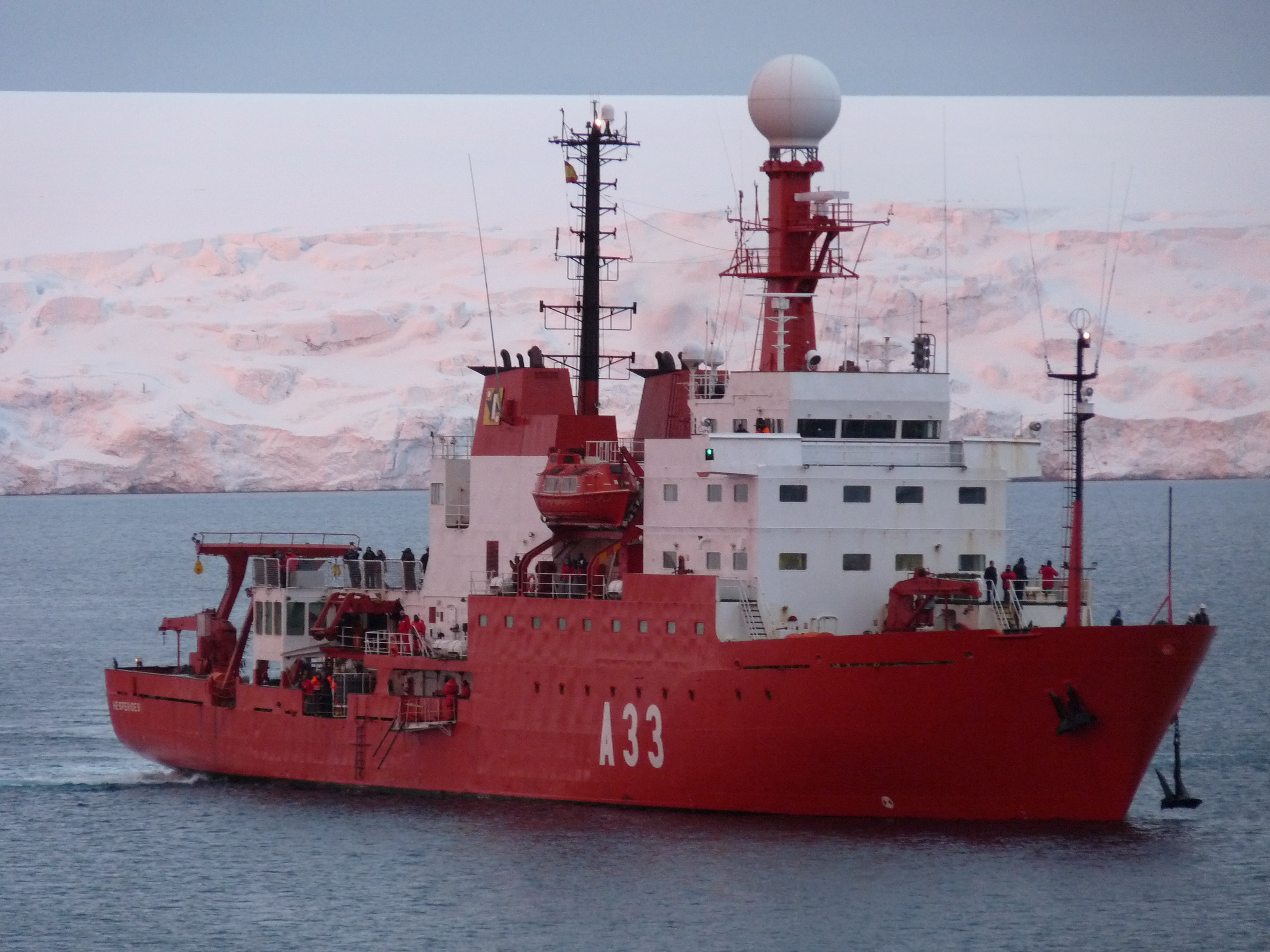
B.I.O. Hespérides en la Isla Livingston.

La Expedición Malaspina (2010-2011), nombrada así en homenaje a la expedición del marino español, fue un proyecto de investigación interdisciplinar que tuvo como principales objetivos evaluar el impacto del cambio global en el océano y explorar su biodiversidad. Desde diciembre de 2010 hasta julio de 2011, más de 400 investigadores (250 españoles) de 19 instituciones españolas, en colaboración con 16 extranjeras, y unos 100 marinos de la Armada y civiles, a bordo de los buques de investigación oceanográfica Hespérides y Sarmiento de Gamboa, llevaron a cabo una expedición que dio la vuelta al mundo y que aunó la investigación científica con la formación de jóvenes investigadores y el fomento de las ciencias marinas y la cultura científica en la sociedad.
El proyecto pertenece al Programa Consolider – Ingenio 2010 del Ministerio de Ciencia e Innovación de España y estuvo liderado por el Consejo Superior de Investigaciones Científicas (CSIC), con una participación destacada de la Armada Española. Recibió su nombre del oficial de la Armada de origen italiano Alejandro Malaspina, quien dirigió entre 1789 y 1794 la denominada Expedición Malaspina, la primera expedición científica de navegación española, y de cuyo fallecimiento se cumplieron 200 años el 9 de abril de 2009.

## Objetivos

### 1. Evaluar el impacto del cambio global en el océano
El cambio global se refiere al impacto de la actividad humana sobre el funcionamiento de la biosfera. Engloba las actividades que, aunque ejercidas localmente, tienen efectos sobre el funcionamiento global del sistema Tierra.
El océano ejerce un papel central en la regulación climática del planeta y es el mayor sumidero de CO2 y de otras sustancias derivadas de la actividad humana. El proyecto establecerá la Colección Malaspina 2010, con datos y muestras ambientales y biológicas que quedarán a disposición de la comunidad científica para evaluar los impactos de cambios de magnitud global en el futuro. Por ejemplo, cuando nuevas tecnologías permitan evaluar los niveles de algunos contaminantes que hoy no es posible medir.

### 2. Promover la exploración de la biodiversidad en el océano profundo
Los océanos con más de 3.000 metros de profundidad constituyen la mitad de la superficie del planeta y por tanto el mayor ecosistema de la Tierra. Aun así, los océanos siguen siendo un misterio debido a las limitaciones derivadas de las tecnologías disponibles hasta hace poco tiempo. Se dice que conocemos más de la Luna o de Marte que de los océanos de nuestro propio planeta.
El desarrollo de nuevas técnicas genómicas permite ahora explorar la diversidad de la vida en el océano oscuro y evaluar su posible papel en el metabolismo global del océano. La exploración de la biodiversidad en las profundidades marinas podría, además, deparar importantes descubrimientos con aplicaciones en biotecnología.

### 3. Analizar las repercusiones de laExpedición Malaspinaoriginal
El proyecto también se propone evaluar, a partir de fuentes autóctonas, el impacto sociopolítico de la expedición de Malaspina en los territorios explorados, así como analizar la biohistoriografía de Alejandro Malaspina con énfasis en los trabajos que siguieron a la expedición.

### 4. Impulsar las ciencias marinas en España y fomentar el conocimiento en la sociedad

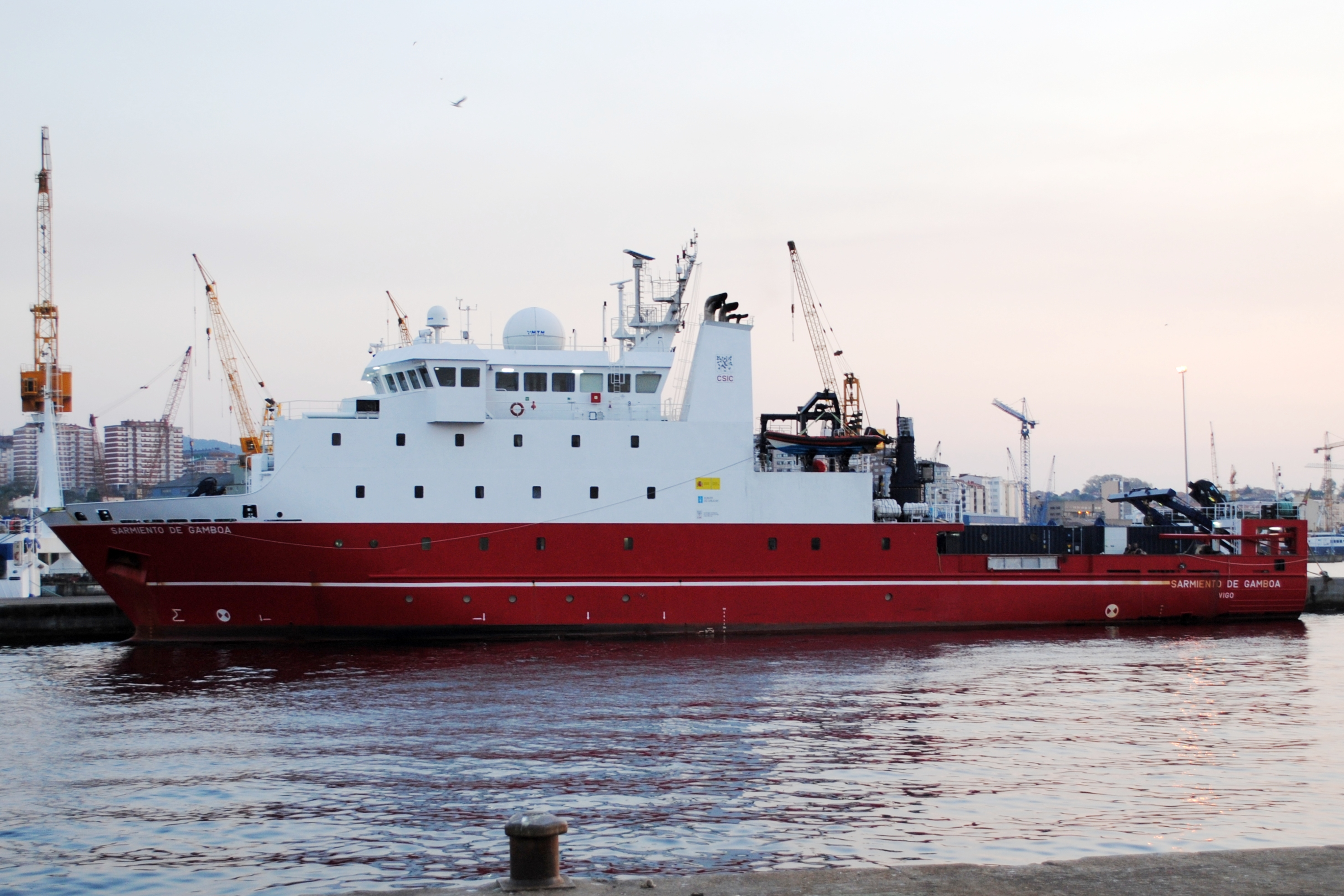
El Sarmiento de Gamboa en Vigo.

España desempeñó un papel importante en la exploración de los recursos del planeta, y hoy día es un referente en la investigación oceanográfica internacional. El proyecto pretende estimular plataformas de cooperación dentro de la comunidad de investigadores marinos en España y, además, acercar la ciencia y la investigación sobre el cambio global a la ciudadanía a través de diferentes acciones de difusión: exposiciones, ciclos de conferencias, etc.

### 5. Formar y atraer a jóvenes investigadores a las ciencias marinas
El proyecto representa una oportunidad única para impulsar la formación de jóvenes investigadores en ciencias marinas. Cuatro programas de Postgrado se han coordinado para ofrecer un módulo de formación, que incluye el Programa de Doctorado Expedición Malaspina Fundación BBVA-CSIC, financiado por estas instituciones. El módulo de formación culminará con el uso como buque escuela del Sarmiento de Gamboa en la etapa de la expedición Miami-Las Palmas.

## Bloques de investigación
La expedición se organiza en 11 bloques de investigación:

### Bloques temáticos
- Oceanografía física: cambios en las propiedades físicas del océano
- Biogeoquímica del océano: carbono, nutrientes y gases traza
- Deposición atmosférica y contaminantes orgánicos
- Óptica, fitoplancton, producción y metabolismo
- Biodiversidad microbiológica y función ecológica
- Distribución y papel del zooplancton en el océano global
- La expedición Malaspina. Ciencia y política allende los mares

### Bloques horizontales
- Coordinación
- Ciencia y Sociedad
- Formación
- Integración

## Recorrido de la expedición

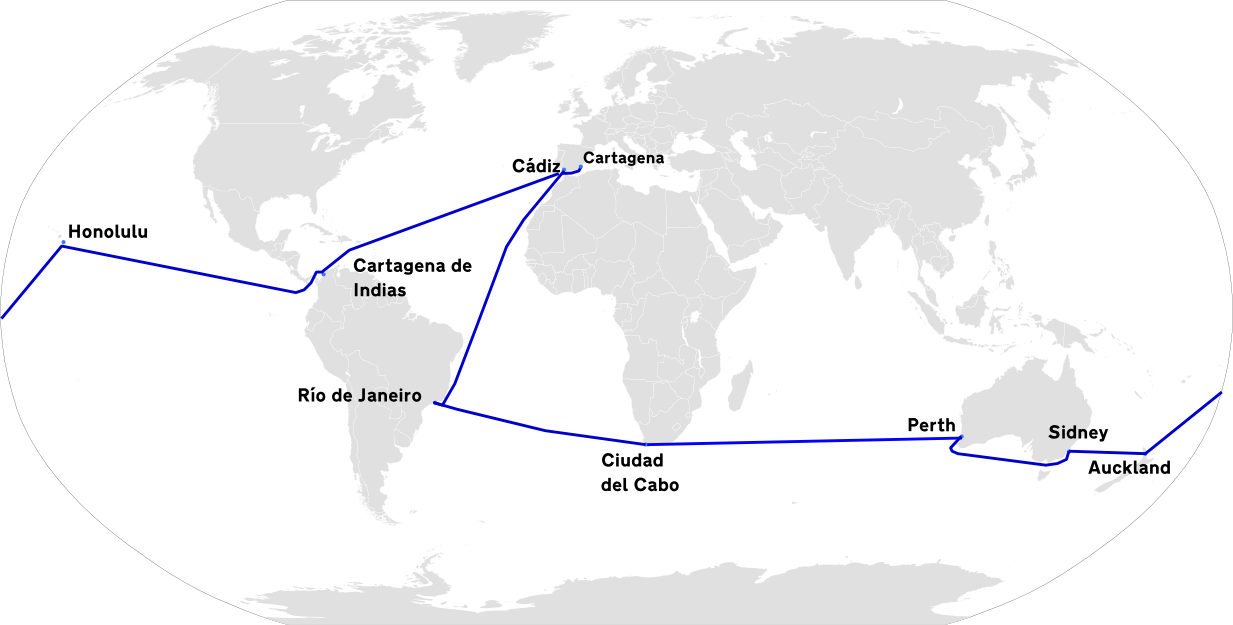
Mapa de la Expedición Malaspina (2010-2011).

La expedición Malaspina se llevó a cabo a lo largo de 2010 y 2011 en dos buques de investigación oceanográfica, el Hespérides, operado por la Armada Española, realizó la circunnavegación y el Sarmiento de Gamboa, operado por el CSIC, trabajó en paralelo al primero entre Las Palmas y Santo Domingo (República Dominicana) y el regreso a Las Palmas. A su retorno alojó una universidad flotante destinada a la formación en oceanografía para estudiantes de máster.

### Derrota delHespérides
- Cartagena - Cádiz
- Cádiz - Río de Janeiro
- Río de Janeiro - Ciudad del Cabo
- Ciudad del Cabo - Perth
- Perth - Sídney
- Sídney - Auckland
- Auckland - Honolulu
- Honolulu - Cartagena de Indias
- Cartagena de Indias - Cádiz